# 류지현
류지현(柳志炫, 1971년 5월 25일 ~ )은 전 KBO 리그 LG 트윈스의 내야수이자, 현 KBS N 스포츠의 야구 해설위원, 대한민국 야구 국가대표팀의 감독이다.

## 선수 시절

### 아마추어 시절
서울 출신으로 어렸을 때부터 유격수로서 두각을 나타내 서울개봉초 시절 리틀 야구 국가대표팀으로 뽑혔고, 서울개봉초 시절 5학년 때 1981년 소년동아일보 주최로 리틀 야구에 참가해 당시 충암구락부의 감독이었던 곽성열의 권유로 충암초로 전학해 야구에 입문했다. 한양대 체육학과 시절 4년 동안 국가대표 선수로 활약했다. 이종범과 함께 당시 대한민국을 대표하는 유격수로 발돋움했다.

### LG 트윈스시절
한양대학교 체육학과 졸업 후 1994년에 1차 지명을 받아 입단하였다. 서용빈, 김재현과 함께 '신인 3총사'로 돌풍을 일으키며 그 해 태평양 돌핀스를 꺾고 1994년 한국시리즈 우승을 이끌었다.
이후 팀의 대표 내야수로 활약하다가 2004년에 은퇴했다.

## 야구선수 은퇴 후
은퇴 후 곧바로 LG 트윈스의 코치로 활동하기 시작했다.
2006년에는 WBC 국가대표팀 코치로 선출됐고, 2007년에 미국으로 건너가 2008년까지 시애틀 매리너스에서 지도자 연수를 받은 후 2009년부터 LG 트윈스의 작전·주루 코치로 활동했다. 한양대 선배인 류중일의 추천으로 2014년 아시안 게임 국가대표팀 코치를 맡았고 4년 뒤 2018년 아시안 게임 국가대표팀 코치를 맡으며 금메달을 획득했다.
2018년부터 LG 트윈스의 수석코치를 맡았다.
2020년 시즌 후 LG 트윈스의 13대 감독으로 선임됐다. 계약 기간은 2년이었다. 그는 LG 트윈스 출신인 첫 감독이었다. 감독 시절 2년 연속 포스트시즌에 진출했고, 2022년에는 구단 역대 최다 승을 기록했으나 플레이오프에서 키움 히어로즈에게 패배하여 재계약에 실패하면서 결국 염경엽의 선임과 함께 팀을 떠나게 되었다.
2023년부터 KBS N 스포츠의 야구 해설위원으로 활동했고, 2022년 아시안 게임 야구 국가대표팀의 작전(3루)코치를 맡았다.
2025년에 류중일 감독의 후임으로 국가대표팀 감독에 선임됐다.

## 에피소드
- 2002년에 KBO 리그 선수 중 최초로 연봉 조정 신청에서 구단을 이긴 선수가 됐다. 그러나 이 사건 후 구단과 틀어지기 시작해 2년 후에 은퇴했다.[2] 하지만 이는 사실 성남고 박경수의 입단에 의한 당시 감독이었던 이순철에 의한 강제 은퇴였다.

## 출신 학교
- 서울개봉초등학교(전학) → 충암초등학교
- 충암중학교
- 충암고등학교
- 한양대학교

## 별명
- 상황에 따라 노련한 플레이를 많이 해 '꾀돌이'라고 불린다.

## 등번호
- '6' (1994년 ~ 2004년 - 선수 시절, 2019년 ~ 2022년 - 코치 및 감독 시절)
- '76' (2005년 ~ 2018년 - 코치 시절)

## 통산 기록
| 년도 | 팀     | 타율  | 경기수 | 타수 | 안타  | 2루타 | 3루타 | 홈런 | 타점 | 득점 | 도루 | 도루 실패 | 4사구 | 삼진 | 병살타 | 희생타 | 장타율 | 비고              |
| ---- | ------ | ----- | ------ | ---- | ----- | ----- | ----- | ---- | ---- | ---- | ---- | --------- | ----- | ---- | ------ | ------ | ------ | ----------------- |
| 1994 | LG     | 0.305 | 126    | 482  | 147   | 20    | 0     | 15   | 51   | 109  | 51   | 10        | 72    | 60   | 4      | 20     | 0.44   | 최우수 신인왕     |
| 1995 | LG     | 0.305 | 64     | 236  | 72    | 8     | 0     | 1    | 17   | 44   | 33   | 7         | 49    | 21   | 5      | 5      | 0.352  | 방위 복무         |
| 1996 | LG     | 0.249 | 100    | 385  | 96    | 15    | 3     | 4    | 26   | 56   | 24   | 7         | 70    | 61   | 2      | 11     | 0.335  |                   |
| 1997 | LG     | 0.269 | 125    | 479  | 129   | 24    | 2     | 3    | 45   | 78   | 44   | 11        | 74    | 62   | 11     | 16     | 0.347  | 올스타전 MVP      |
| 1998 | LG     | 0.277 | 126    | 476  | 132   | 36    | 1     | 12   | 61   | 94   | 40   | 7         | 77    | 78   | 3      | 11     | 0.433  | 유격수 골든글러브 |
| 1999 | LG     | 0.303 | 93     | 356  | 108   | 19    | 5     | 11   | 45   | 67   | 14   | 10        | 55    | 42   | 5      | 11     | 0.478  | 유격수 골든글러브 |
| 2000 | LG     | 0.281 | 129    | 495  | 139   | 24    | 1     | 7    | 38   | 97   | 25   | 9         | 75    | 50   | 4      | 22     | 0.376  |                   |
| 2001 | LG     | 0.283 | 129    | 448  | 127   | 26    | 2     | 9    | 53   | 90   | 21   | 7         | 99    | 59   | 13     | 33     | 0.411  |                   |
| 2002 | LG     | 0.310 | 91     | 326  | 101   | 14    | 3     | 1    | 25   | 51   | 21   | 9         | 40    | 51   | 3      | 20     | 0.380  |                   |
| 2003 | LG     | 0.234 | 109    | 334  | 78    | 7     | 0     | 1    | 16   | 30   | 23   | 8         | 36    | 44   | 7      | 16     | 0.263  |                   |
| 2004 | LG     | 0.152 | 16     | 33   | 5     | 0     | 0     | 0    | 2    | 3    | 0    | 0         | 3     | 9    | 0      | 0      | 0.152  |                   |
| 통산 | 11시즌 | 0.280 | 1108   | 4050 | 1,134 | 193   | 17    | 64   | 379  | 719  | 296  | 85        | 650   | 537  | 57     | 165    | 0.383  |                   |